# Lexikon für Theologie und Kirche
Lexikon für Theologie und Kirche (dosl.: Lexikon pro teologii a církev; zkratka LThK) je katolická teologická encyklopedie, kterou vydalo německé vydavatelství Verlag Herder. Vyšla ve třech vydáních.

## První vydání (1930–1938)
LThK vznikl v letech 1930–1938 úplným přepracováním staršího dvousvazkového lexikonu, který vyšel ve Freiburgu v letech 1907 a 1912 pod názvem Kirchliches Handlexikon. Vydavatelem obou slovníků byl Michael Buchberger.

## Druhé vydání (1957–1968)
Druhé, úplně přepracované vydání vyšlo v letech 1957–1968. Vydavateli byli Josef Höfer a Karl Rahner. Protože v závěrečné fázi vydání došlo v katolické církvi k zásadnímu přelomu v podobě Druhého vatikánského koncilu, byly k deseti svazkům tohoto díla přidány tři další svazky, které obsahovaly doslovné znění textů z koncilu v latině a němčině, takže toto vydání mělo dohromady (včetně rejstříku) 14 svazků.

## Třetí vydání (1993–2001)
Třetí vydání vyšlo v letech 1993–2001 pod redakčním vedením kardinála Waltera Kaspera, opět se skládá z deseti svazků a jednoho rejstříku. Obsahuje asi 26 000 článků na 8292 stranách.